# Molly McBain
Molly McBain (* 1. Mai 1998 in Toronto, Kanada) ist eine kanadische Beachvolleyballspielerin.

## Karriere
McBain spielte schon zu High-School-Zeiten Volleyball in der Halle und im Sand. Am Malvern Collegiate Institute wurde sie in der Saison 2015/16 als MVP der Schule ausgezeichnet. Parallel dazu war sie im Phoenix Volleyball Club aktiv und gewann während dieser Zeit sowohl die U16 als auch die U18 kanadischen Meisterschaften im Beachvolleyball. 2015 erreichte sie zusätzlich mit ihrem Team die Bronzemedaille bei den Hallenmeisterschaften ihres Heimatlands. An der Florida State University konzentrierte sich die Athletin auf den Sport im Freien. Als Freshman erreichte sie sechs Siege bei sieben Niederlagen. Dieses Ergebnis konnte sie in den folgenden vier Studienjahren deutlich steigern. So gelang ihr als Sophomore und als Junior jeweils eine Bilanz von 28:6, als Senior blieb sie an der Seite von Alaina Chacon in dreizehn Spielen ungeschlagen und in ihrem letzten Collegejahr als Redshirt Senior gab es 26 Erfolge gegenüber 10 verlorenen Partien. So wurde Molly McBain mit insgesamt 101 Siegen die erste Athletin ihrer Universität, die bei einer Dualsportart mehr als 100 Erfolge vorzuweisen hatte.
2022 trat die aus der Provinz Ontario stammende Sportlerin bei zwei NORCECA-Turnieren mit Lea Monkhouse an und erreichte dabei in Punta Cana das Finale. Dies war ihr drei Jahre zuvor noch während ihres Studiums mit Becky Tresham ebenfalls gelungen. Bei den ersten drei Wettbewerben 2023 war Marie-Alex Bélanger die Partnerin von McBain, die beiden kamen bei keinem Event über die Qualifikation hinaus. Im Juni der gleichen Saison wurden Weltmeisterin Sarah Pavan und Molly McBain ein neues Beachpaar. Beste Ergebnisse vor der WM in Tlaxcala, an der die beiden teilnahmen, waren jeweils neunte Ränge beim Challenge in Espinho sowie beim Elite16 in ihrem Heimatland in Montreal. Im November erreichten sie bei den Challenge-Turnieren Platz fünf in Haikou und Platz drei in Chiang Mai. Nach einigen durchwachsenen Ergebnissen auf der World Pro Tour 2024 zwischen März und Mai verpassten die Kanadierinnen knapp die Teilnahme an den Olympischen Spielen in Paris.

## Privates
Mutter Denise studierte Ernährungswissenschaften, Vater Andrew war Eishockeyprofi in der NHL. Er gewann mit der kanadischen Nationalmannschaft bei der WM 1989 die Silbermedaille.